# Harpagomantis tricolor
Harpagomantis tricolor es una especie de mantis de la familia Hymenopodidae.

## Distribución geográfica
Se encuentra en Botsuana, Provincia del Cabo, Lesoto,  Mozambique, Namibia,  Natal, Estado Libre de Orange, Transvaal y Zimbabue.